# Никола Груйчин
Никола Ангелов Груйчин или Груйчинов, наричан Пазарджиклията, е български революционер, деец на Вътрешната македоно-одринска революционна организация.

## Биография
Никола Груйчин е роден през 1872 или 1873 година в Пазарджик, тогава в Османската империя. Баща му е заможен земевладелец, завършва основното си образование в Пазарджик и заминава да учи в София. Там се присъединява към ВМОРО. През 1901 година Никола Груйчин става четник при неврокопския войвода Стоян Мълчанков.
Със започването на Илинденско-Преображенското въстание Никола Груйчин участва в редица сражения с турската войска, после се обособява като войвода на 15 души чета и се отличава на 14 и 16 септември в боя при Обидим и боя в Харамибунар заедно с четите на Михаил Чаков, Стоян Мълчанков и Иван Апостолов. На 28 септември Никола Груйчин дава сражение на турците при Горно Драглище, а на 30 преминава границата с България.
В София през 1904 година Груйчин участва в реорганизирането на ВМОРО и е разпределен като куриер към Задграничното представителство. Участва в прехвърлянето на оръжие във вътрешността на Македония, заедно с войводите Мълчанков и Михаил Чаков, и ръководен от Димитър Стефанов. В периода 1905 - 1906 Никола Груйчин се завръща в Македония като кривопаланечки войвода, където възстановява мрежите на ВМОРО.
| Чета на Никола Груйчин, 17 ноември 1905 година | Чета на Никола Груйчин, 17 ноември 1905 година | Чета на Никола Груйчин, 17 ноември 1905 година | Чета на Никола Груйчин, 17 ноември 1905 година | Чета на Никола Груйчин, 17 ноември 1905 година |
| Номер                                          | Име                                            | Селище                                         | Околия                                         | Забележка                                      |
| ---------------------------------------------- | ---------------------------------------------- | ---------------------------------------------- | ---------------------------------------------- | ---------------------------------------------- |
| 1.                                             | Никола Груйчинов                               | Пазарджик                                      |                                                |                                                |
| 2.                                             | Антон Хошек                                    |                                                | Австрия                                        |                                                |
| 3.                                             | Рудолф Голият                                  |                                                |                                                |                                                |
| 4.                                             | Паун Ангелов                                   |                                                |                                                |                                                |
| 5.                                             | Георги Атанасов                                | Ябланица                                       | Орханийска                                     | избега                                         |
| 6.                                             | Стойко Митов                                   |                                                |                                                |                                                |
| 7.                                             | Стоян                                          | Кюстендил                                      |                                                |                                                |
| 8.                                             | Георги Николов                                 | Кюстендил                                      |                                                |                                                |

| Чета на Никола Груйчин, 5 февруари 1906 година | Чета на Никола Груйчин, 5 февруари 1906 година | Чета на Никола Груйчин, 5 февруари 1906 година | Чета на Никола Груйчин, 5 февруари 1906 година | Чета на Никола Груйчин, 5 февруари 1906 година |
| Номер                                          | Име                                            | Селище                                         | Околия                                         | Забележка                                      |
| ---------------------------------------------- | ---------------------------------------------- | ---------------------------------------------- | ---------------------------------------------- | ---------------------------------------------- |
| 1.                                             | Никола Груйчинов                               | Пазарджик                                      |                                                |                                                |
| 2.                                             | Георги Бързев                                  | Горно Броди                                    | Сярска                                         |                                                |
| 3.                                             | Минчо Иванов                                   | Сливен                                         |                                                |                                                |
| 4.                                             | Георги Карамузов                               | Каварна                                        | Варненска                                      |                                                |
| 5.                                             | Паун Ангелов                                   | Стоп                                           | Дупнишка                                       |                                                |
| 6.                                             | Владимир Миков                                 | София                                          |                                                |                                                |
| 7.                                             | Стоян Величков                                 | Конопница                                      | Паланечка                                      |                                                |
| 8.                                             | Стойко Митов                                   | Долни Окол                                     | Самоковска                                     |                                                |
| 9.                                             | Георги Иванов                                  | Дъмошевци                                      | Ломска                                         |                                                |
| 10.                                            | Никола Симеонов                                | Пазарджик                                      |                                                |                                                |
| 11.                                            | Киро Ганев                                     | Дебелец                                        | Търновска                                      |                                                |
| 12.                                            | Петър Янков                                    | Гложене                                        | Оряховска                                      |                                                |
| 13.                                            | Петър Захариев                                 | Кочани                                         | Скопска                                        | [ 5 ]                                          |

През 1907 година се завръща в София, като продължава да участва в дейността на организацията. При избухвалите междуособиците между привържениците на Яне Сандански и тези на Христо Матов, Иван Гарванов и Борис Сарафов Груйчин е на страната на противниците на Сандански.
Никола Груйчин загива край Захарната фабрика в София в началото на 1908 година, вероятно убит от привърженици на Яне Сандански.